# Dwór Olszewskich w Bełchatowie

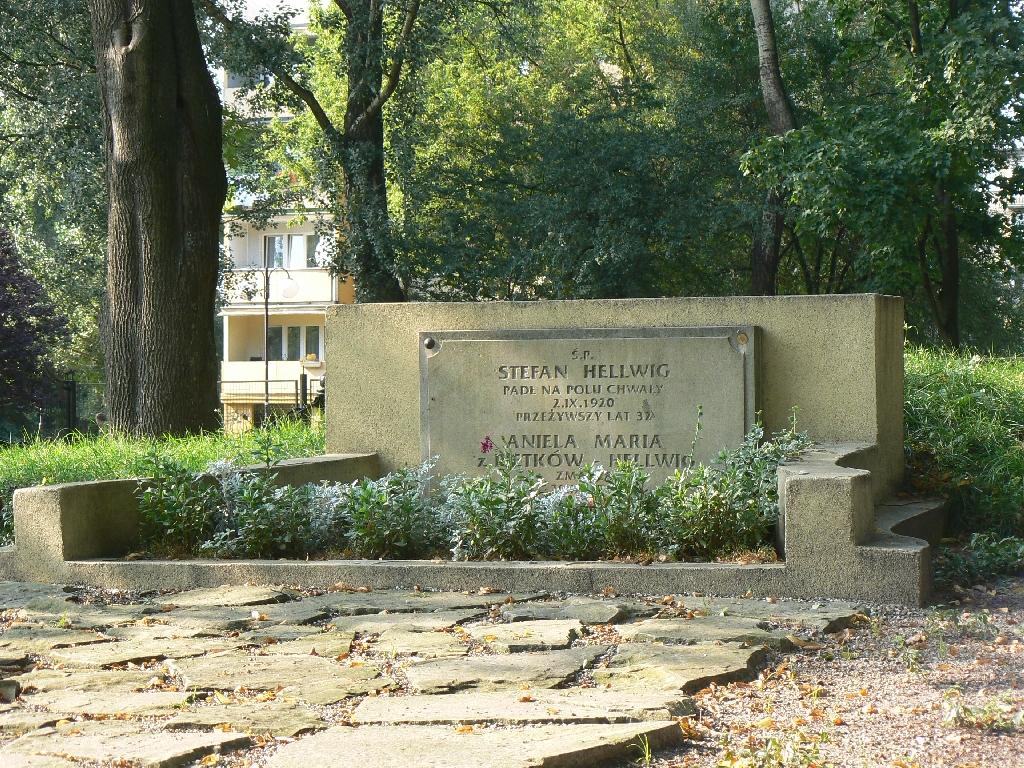
Grób Stefana i Nelly Hellwigów w Parku Olszewskich, miejsce dawnej „Świątyni dumania”

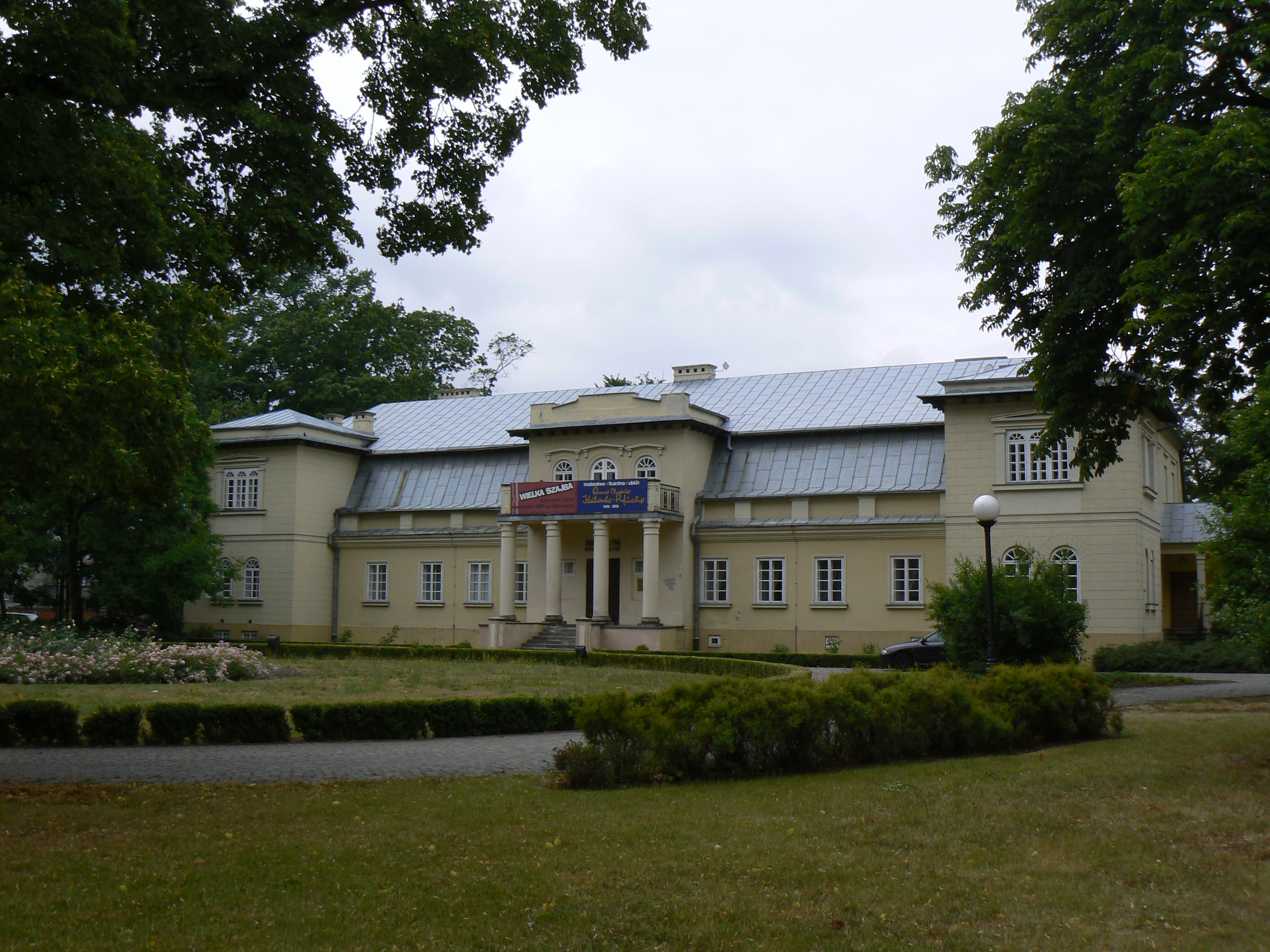
Dwór Olszewskich (widok od strony wschodniej)

Dwór Olszewskich w Bełchatowie – zabytkowy kompleks dworsko-parkowy w stylu późnobarokowym z XVIII wieku.

## Historia dworu
Dwór powstał w pierwszej połowie XVIII wieku, kiedy właścicielami bełchatowskich dóbr była rodzina Rychłowskich, herbu Nałęcz. Dwór został rozbudowany przez następnych właścicieli, ród Kaczkowskich herbu Świnka. Projektantem najprawdopodobniej był włoski architekt biskupa płockiego, Lodovico Coci. W 1867 roku miała miejsce licytacja całego majątku Kaczkowskich. Kolejni jego właściciele to Reinhold Spiller i Ernest Ludendorf. W 1887 nieruchomość od Ernesta Ludendorfa kupił Henryk Hellwig – Bawarczyk z pochodzenia. W posiadaniu rodziny Hellwigów dwór znajdował się do końca II wojny światowej. Następnie dwór wszedł w posiadanie rodziny Olszewskich.
Zachowało się wiele pierwotnych elementów dworu: więźba dachowa, elementy drzwi i okien z taflami szklanymi, kominek i wzorzysta mozaika parkietowa. W środku dworku znajduje się również Pokój Kominkowy z odrestaurowanym XIX-wiecznym kominkiem z piaskowca, renesansowy stolik pod samowar z kamiennym blatem oraz zabytkowy kufer podróżny z mosiężnymi okuciami. Nad kominkiem znajduje się „Portret Alberta Hellwiga”, namalowany przez Stanisławę Pytaszową. Albert Hellwig był jednym ze współzałożycieli Ochotniczej Straży Pożarnej w Bełchatowie (założono ją w 1901 roku).
Wokół dworu zachowały się resztki parku z XVIII wieku, który został przekształcony w pierwszej połowy XIX wieku. Po II wojnie światowej park razem z dworkiem został zaniedbany. Do 1987 roku opiekowała się nim rodzina Olszewskich. Po śmierci Wacława Olszewskiego – juniora budynek został odkupiony przez Urząd miasta w Bełchatowie. Swój pełny blask odzyskał po remoncie zakończonym w 1998 roku.
W parku znajduje się również mogiła małżeństwa Hellwigów, które w 1920 walczyło ochotniczo na wojnie z bolszewikami. Stefan Hellwig, syn Alberta (ur. 1887), służył jako szeregowiec w 7. kompanii 2 Pułku Piechoty Legionów, natomiast Aniela Maria „Nelly” Hellwigowa z Piętków (ur. 1895) jako sanitariuszka w szpitalu polowym nr 1013. Stefan poległ 2 września 1920 w Trzeszczanach pod Hrubieszowem. 20 września 1920, po przewiezieniu ciała męża do Warszawy, „Nelly” popełniła samobójstwo. Małżonkowie zostali pochowani w „Świątyni dumania”, dawnym miejscu spotkań kochanków. Każdego roku 15 sierpnia w rocznicę Bitwy Warszawskiej władze miasta oraz mieszkańcy składają na grobie znicze oraz kwiaty w czasie obchodów Święta Wojska Polskiego.
Stefan Hellwig za działalność niepodległościową w szeregach POW został pośmiertnie (2 sierpnia 1931) odznaczony Medalem Niepodległości. Został również patronem ulicy, przy której znajduje się dwór. Współcześnie mieści się tu Muzeum Regionalne, w którym można zapoznać się z historią miasta i regionu oraz obejrzeć wystawy twórców kultury.

## Ścieżka geologiczna
W październiku 2005 roku w parku przy dworze Olszewskich powstała tzw. „ścieżka geologiczna”. Kopalnia Węgla Brunatnego Bełchatów dostarczyła do parku fragmenty skał:
- Wapień skalisty z bułami krzemiennymi z wychodni na zboczu południowym Rowu Kleszczowa. Głębokość występowania skały: 68 metrów. Okres pochodzenia: jura górna. Wiek skały: około 150 mln lat.
- Piaskowiec kwarcytowy powstały w wyniku lokalnej sylifikacji piasków kwarcowych. Głębokość występowania skały: 143 m; Okres pochodzenia: miocen. Forma: spąg kompleksu ilasto-piaszczystego. Wiek skały: około 10 mln lat.
- Fragmenty skrzemieniałych pni drzew mioceńskich przetransportowane przez rzekę i zgromadzone na złożu wtórnym wśród piasków. Głębokość występowania skały: 53 m. Okres pochodzenia: pliocen. Forma: kompleks ilasto-piaszczysty. Wiek skały: około 4 mln lat.
- Węgiel brunatny ksylitowo-ziemisty z pokładu głównego. Głębokość występowania skały: 207 m. Okres pochodzenia: miocen. Forma: kompleks węglowy. Wiek skały: około 20 mln lat,
- Głazy narzutowe, przywleczone w plejstocenie przez lodowiec z Półwyspu Skandynawskiego, występujące wśród glin zwałowych zlodowacenia środkowopolskiego. Głębokość występowania skały: 10–15 m. Okres pochodzenia: plejstocen, górne piętro strukturalne. Wiek skały: około 200 tys. lat[4].

## Zabytki
Według rejestru zabytków na listę zabytków wpisane są obiekty:
- zespół dworski Olszewskich, ul. Kościuszki 27, 2 poł. XVIII, pocz. XIX:
  - dwór, nr rej.: 167 z 26.05.1967
  - park, nr rej.: 286 z 31.08.1983 i z 22.04.1994